# Stuttgart
Stuttgart [štúdgart] je glavno mesto nemške zvezne dežele Baden - Württemberg in obenem njeno največje mesto. Leži ob reki Neckar v rodovitni dolini, ki je krajevno znana kot Stuttgartski kotel ter je eno uro oddaljena od Švabske Jure in Schwarzwalda. Samo mesto ima okoli 600.000 prebivalcev, metropolitansko območje, ki vključuje bližnja mesta Esslingen, Ludwigsburg, Reutlingen, nekoliko oddaljenejša Tübingen, Heilbronn, Pforzheim idr., pa ima 2,7 milijona prebivalcev. V mestu imata sedež Univerza v Stuttgartu (Universität Stuttgart) in Tehniška visoka šola Stuttgart (Hochschule für Technik Stuttgart).

## Šport
Na dirkališču Solitudering blizu Stuttgarta je med letoma 1925 in 1964 potekala dirka Solituderennen. V mestu domuje nogometni klub VfB Stuttgart.